# Oppède
Oppède est une commune française située dans le département de Vaucluse, en région Provence-Alpes-Côte d'Azur.
Ses habitants sont les Oppédois.

## Géographie

### Localisation
La commune est située entre le bassin de Cavaillon et celui d’Apt et fait partie du parc naturel régional du Luberon.
Avignon est à 58 km.
|        | Gordes       |          |
| Maubec | Oppède       | Ménerbes |
|        | Cheval-Blanc |          |

### Géologie et relief
Le territoire de la commune d'Oppède est constitué de trois parties différentes : la montagne du Luberon, les collines bordant la montagne et la plaine alluviale du Coulon. L'altitude du village des Poulivets est de 140 mètres.

### Voies de communications et transports

#### Voies routières
La commune est desservie par les sorties de l'autoroute A7 à Avignon Sud ou Cavaillon.

#### Transports en commun
- Transport en Provence-Alpes-Côte d'Azur

#### Lignes SNCF
- la gare TGV la plus proche est la gare d'Avignon TGV ;
- il y a aussi une gare SNCF à Cavaillon pour les TER.

### Hydrographie et eaux souterraines
Cours d'eau sur la commune ou à son aval :
- deux cours d'eau arrosent le territoire : le Coulon et le Valadas. Le Coulon prend sa source dans les Alpes-de-Haute-Provence, traverse les gorges d'Oppedette, traverse Apt et va se jeter dans la Durance vers Cavaillon. Son parcours total est de 66 kilomètres. Une particularité rare de cette rivière est qu'elle porte deux noms : d'abord celui de Calavon, puis celui de Coulon à partir du village de Beaumettes. Le changement de nom se fait à l'ancienne limite entre les tribus gauloises des Albiques (Apt) et des Cavares (Cavaillon). Le Valadas se jette dans le Coulon, il est à sec en été ;
- ruisseaux : la Sénancole et le Valadas.

Oppède dispose de la station d'épuration d'une capacité de 1 200 équivalent-habitants.

### Sismicité
Les cantons de Bonnieux, Apt, Cadenet, Cavaillon, et Pertuis sont classés en zone Ib (risque faible). Les autres cantons du département de Vaucluse sont classés en zone Ia (risque très faible). Ce zonage correspond à une sismicité ne se traduisant qu'exceptionnellement par la destruction de bâtiments.

### Climat
Pour des articles plus généraux, voir Climat de Provence-Alpes-Côte d'Azur et Climat de Vaucluse.
En 2010, le climat de la commune est de type climat méditerranéen franc, selon une étude du Centre national de la recherche scientifique s'appuyant sur une série de données couvrant la période 1971-2000. En 2020, Météo-France publie une typologie des climats de la France métropolitaine dans laquelle la commune est exposée à un climat méditerranéen et est dans la région climatique  Provence, Languedoc-Roussillon, caractérisée par une pluviométrie faible en été, un très bon ensoleillement (2 600 h/an), un été chaud (21,5 °C), un air très sec en été, sec en toutes saisons, des vents forts (fréquence de 40 à 50 % de vents > 5 m/s) et peu de brouillards. 
Pour la période 1971-2000, la température annuelle moyenne est de 13,8 °C, avec une amplitude thermique annuelle de 17,5 °C. Le cumul annuel moyen de précipitations est de 699 mm, avec 6,1 jours de précipitations en janvier et 2,4 jours en juillet. Pour la période 1991-2020, la température moyenne annuelle observée sur la station météorologique de Météo-France la plus proche, « Cabrières d'Avignon », sur la commune de Cabrières-d'Avignon à 6 km à vol d'oiseau, est de 14,0 °C et le cumul annuel moyen de précipitations est de 696,9 mm. 
La température maximale relevée sur cette station est de 43,2 °C, atteinte le 28 juin 2019 ; la température minimale est de −15,2 °C, atteinte le 7 janvier 1985,,. 
Les paramètres climatiques de la commune ont été estimés pour le milieu du siècle (2041-2070) selon différents scénarios d'émission de gaz à effet de serre à partir des nouvelles projections climatiques de référence DRIAS-2020. Ils sont consultables sur un site dédié publié par Météo-France en novembre 2022.

## Toponymie
Oppède se dit Oupedo en provençal selon la norme mistralienne et Opèda selon la norme classique.

## Histoire

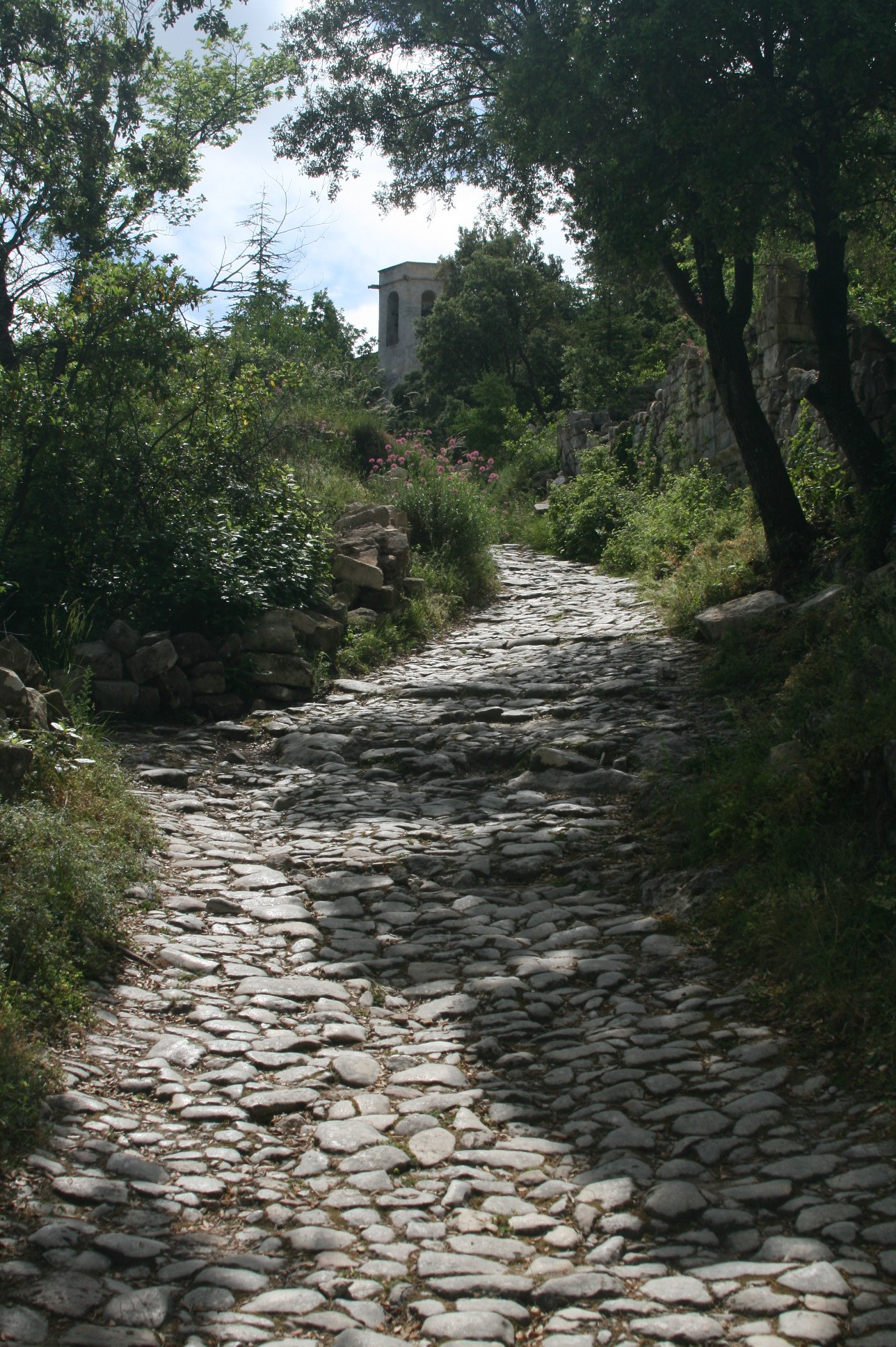
Oppède-le-Vieux (Calade montant à la collégiale Notre-Dame-d'Alydon).

### Préhistoire et antiquité
Le nom d'Oppède apparaît pour la première fois au début du XIe siècle. Il vient peut-être du mot oppidum (ville fortifiée gauloise, sur un lieu généralement en hauteur), ce qui correspondrait bien au site d'Oppède-le-Vieux, qui est le vieux village perché d'Oppède.
On a trouvé quelques traces d'occupation romaine, un autel au dieu Mercure (au musée de Cavaillon), des monnaies. La voie Domitienne passe en bordure du Calavon.

### Moyen Âge
Après avoir appartenu au comte de Toulouse, Oppède passe sous l'autorité des papes en 1274, après la croisade des albigeois.
En 1380, Oppède est attribué au routier Bernardon de la Salle, qui le garde jusqu'à sa mort en 1391. Retournant sous l'autorité du pape, les Oppédois n'en n'apprécient pas la lourde fiscalité, surtout quand les troupes de Raimond de Turenne, qui faisait la guerre au pape, endommagent le village en 1394 : les Oppédois reprochant au pape d'être plus efficace pour percevoir des impôts que pour défendre les imposés. Quand les Taillades se soulèvent contre le pape en 1398, les Oppédois se joignent à eux.

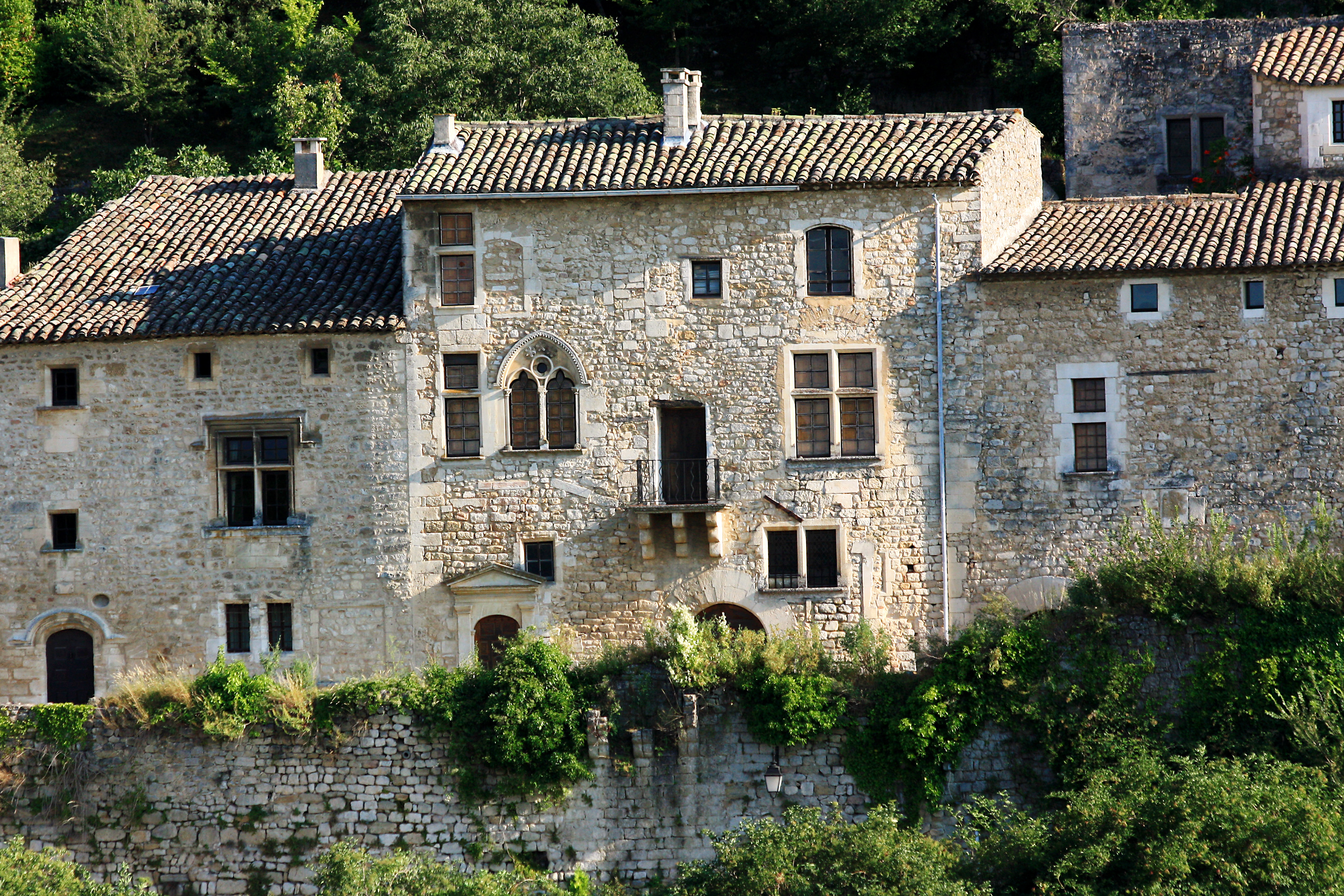
Maison médiévale, dite Gabrielli.

Lors du Grand schisme de la papauté, Oppède accueille l'antipape Benoît XIII — Pedro de Luna — mais ce dernier doit fuir en sautant par une fenêtre du château, pour se réfugier en Espagne.
Son neveu Rodrigo de Luna fait d'Oppède une place forte pour la défense des intérêts familiaux et y installe en 1409 une garnison de mercenaires catalans. Les légitimistes (partisans du pape de Rome) assiègent alors Oppède pendant deux ans, jusqu'à ce que la garnison catalane quitte la place et s'enrôle dans les rangs des assiégeants.
Oppède revient alors au pape de Rome.

### Renaissance

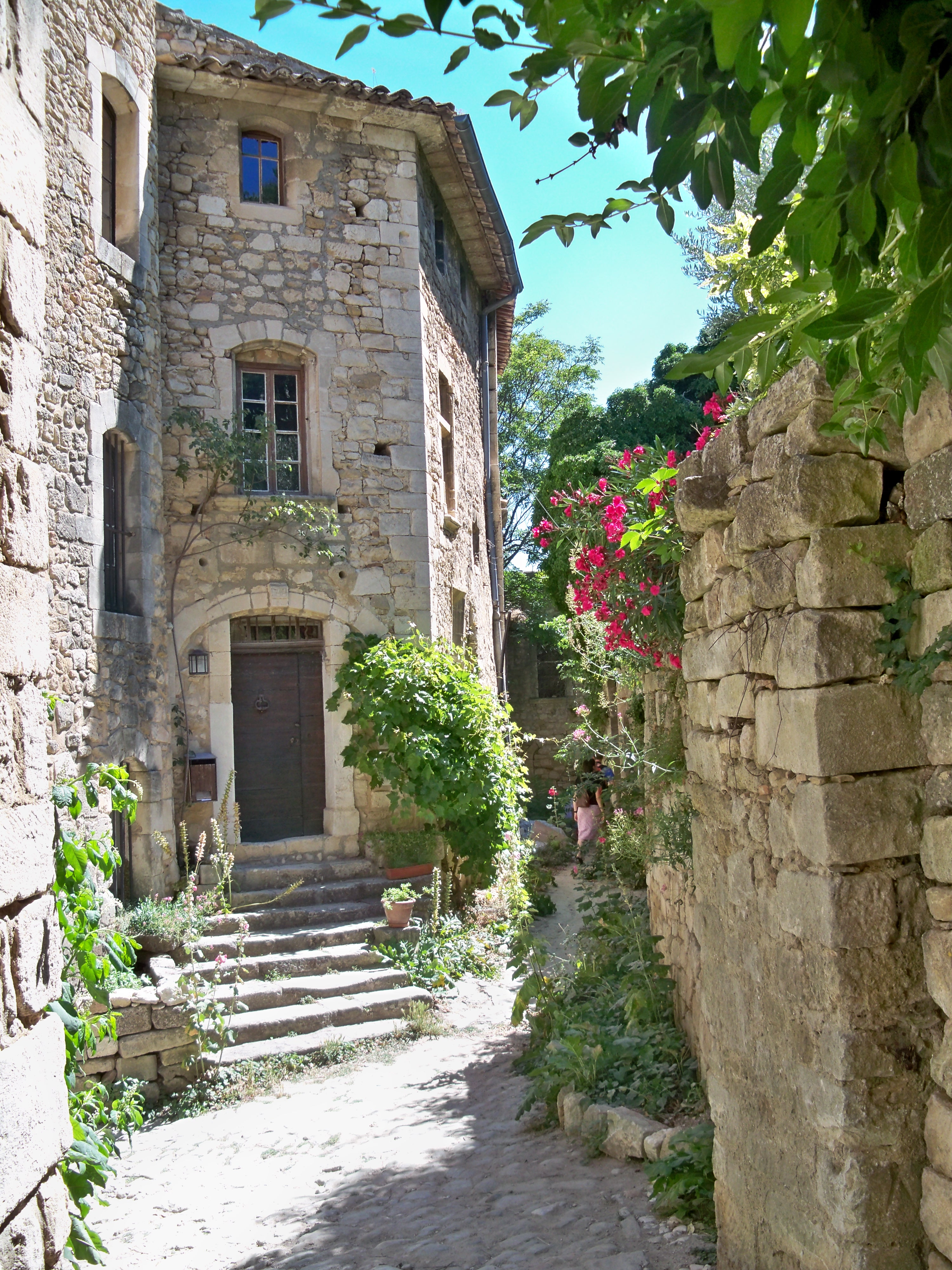
Maison Renaissance dans une rue caladée du vieil Oppède.

En 1501, le pape Alexandre VI concède la seigneurie d'Oppède à l'Avignonnais Accurse Maynier (ou Meynier), juge-mage de Provence, pour une redevance annuelle de 230 florins. Les Oppédois s'y opposent et n'acceptent leur nouveau seigneur qu'en 1511, après la garantie que leurs droits seraient maintenus.
En 1530, le dominicain Jean de Roma dirige une campagne de lutte contre les hérétiques : les pillages et meurtres se succèdent (avec Cabrières et Mérindol), jusqu’à l’intervention du roi, alerté par la tournure des événements (l’inquisiteur s’enrichissant des pillages).
C'est son fils, Jean Maynier, qui s'illustre dans le massacre des Vaudois du Luberon en 1545, causant la mort de 3 000 personnes, ce qui l'amène à comparaître en 1551 devant une cour royale à Paris, qui condamnera à la décapitation le procureur ayant requis l'acte de répression. Jean Maynier meurt sans descendance masculine, sa fille aînée s'étant mariée avec le comte de Forbin, une fusion des deux noms s'effectue à Aix. La baronnie d'Oppède change de nom à partir de la mort de Jean Maynier en 1558 et devient Forbin-Maynier. La baronnie resta en vigueur jusqu'au rattachement du Comtat à la France en 1791.

### Période moderne

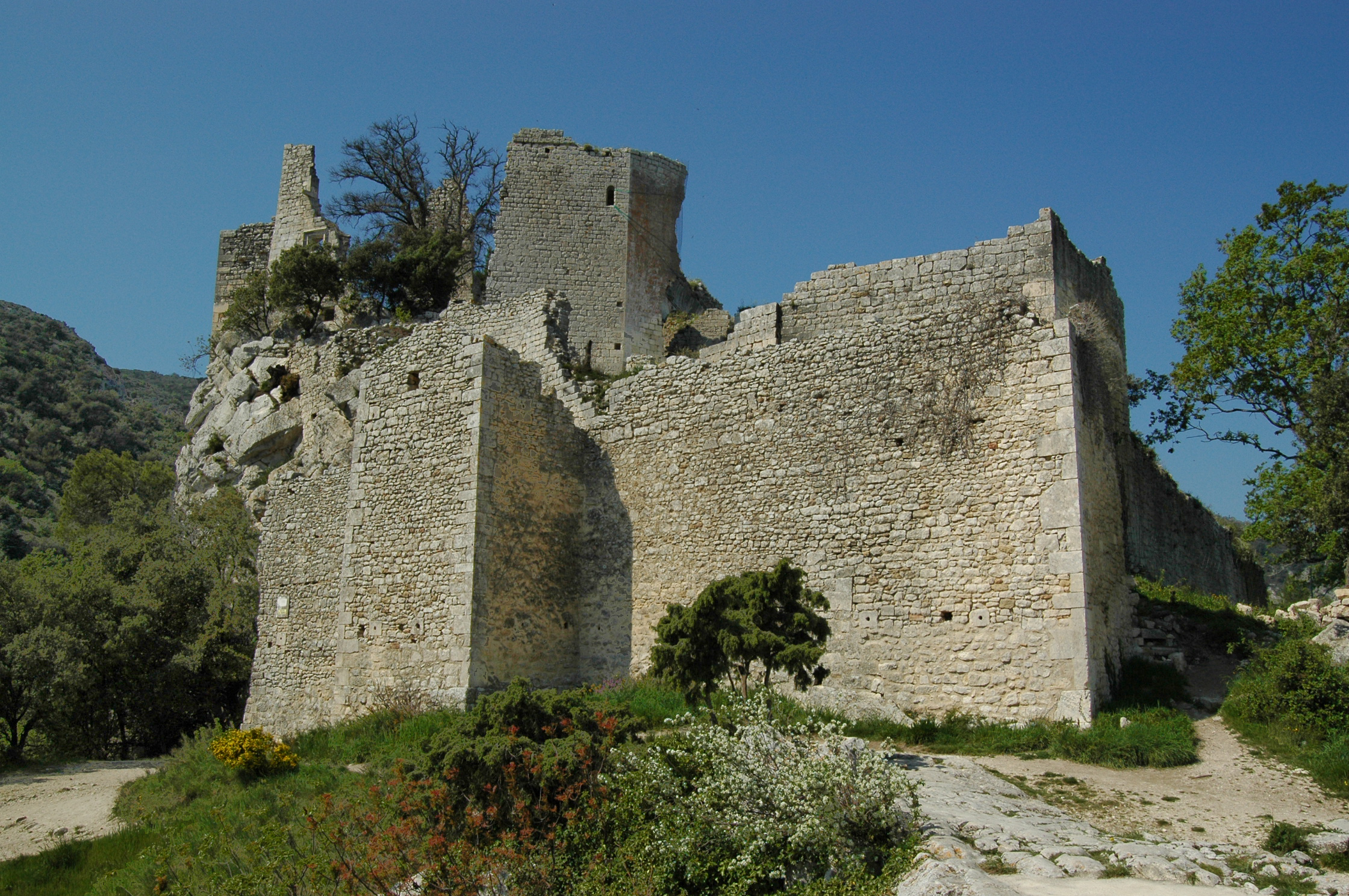
Ruines du château.

En 1630, une épidémie de peste décime la population.
Le château est abandonné vers la fin du XVIIe siècle. Il sera complètement dévasté en 1731 à cause d'un puissant séisme. Aujourd'hui, sa silhouette est restée la même depuis 1731. Le château a par la suite servi de carrière de pierres jusqu'au début du XIXe siècle.
Comme l'ensemble du Comtat Venaissin, Oppède reste aux papes jusqu'au 14 septembre 1791 : un décret, rendu sur la proposition du député Camus, réunit à la France Avignon et le comtat Venaissin.
Au début du XIXe siècle, découragée par la difficulté des cultures due à une mauvaise exposition au soleil, la population descend vers la plaine ; l'église et la mairie (en 1912) suivent et le centre de la commune est maintenant à Oppède-les-Poulivets, le vieil Oppède n'étant plus guère habité et tombant en ruines.

### Période contemporaine

#### Groupe artistique d'Oppède
Après l'armistice de 1940, des artistes juifs, antifascistes ou réfractaires subversifs viennent se réfugier au vieil Oppède. Il s'agit d'un petit groupe d'étudiants en architecture et en peinture des Beaux-Arts, installé dans le prieuré, appartenant au photographe Alexey Brodovitch, et dans le moulin à huile semi-ruinés, dans la partie haute et presque inhabitée du vieux village d’Oppède et animé par le futur grand architecte alsacien Bernard Zehrfuss (premier grand prix de Rome), qui organise un réseau de résistance tout en continuant à faire des projets concrets d'architecture. Le groupe d'artistes publie en août le « Manifeste du Groupe d’Oppède » et s’engage dans la réhabilitation de plusieurs bâtiments en ruine du vieil Oppède dont le prieuré et alentour comme à Bonnieux ou plus loin encore avec leurs confrères installés à Marseille et menés par l’architecte-urbaniste Eugène Beaudouin,. Les architectes Zehrfuss, Jean Auproux, Georges Brodovitch et Florent Margaritis seront surnommés « les quatre barons d’Oppède ».
À partir de 1941, la communauté artistique d’Oppède s’agrandit jusqu’à réunir plus d’une quarantaine de membres en 1942, toujours sous la tutelle de Zehrfuss. Tous les corps de métiers sont représentés : architectes, peintres, musiciens, horticulteur, sculpteurs, facteur d’orgue, graveur, fresquiste... à travers notamment Jean Le Couteur, Paul Herbé, Henri Martin, Henri-Martin Granel, Jean-Claude Janet, Robert Humblot, Jacques Serres, Jean Auproux, François Stahly, Étienne-Martin, Zelman Otchakovsky ou Pierre Maillard-Verger.

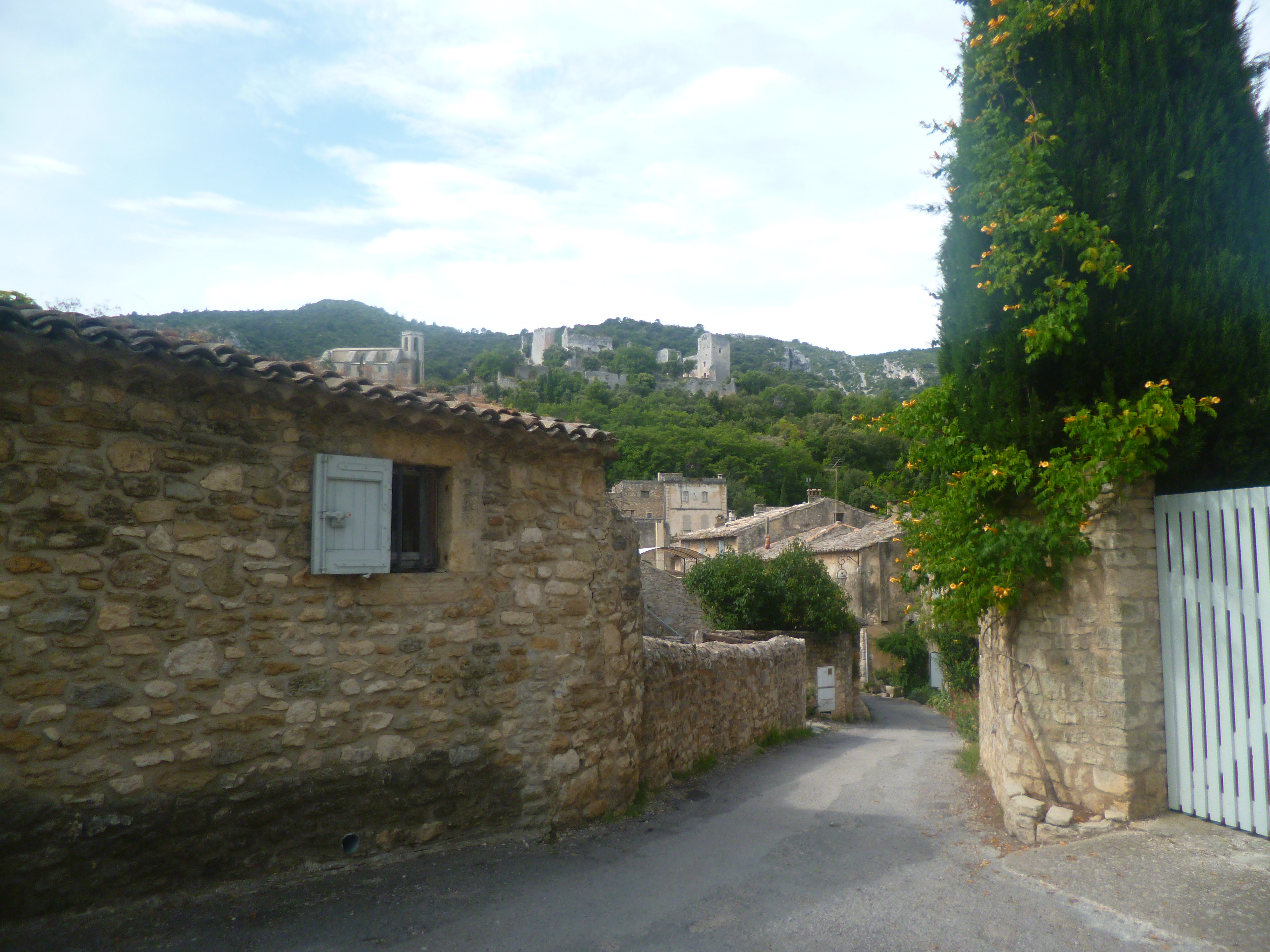
Ruelle du vieil Oppède

Parmi eux dès 1941, figure Consuelo de Saint-Exupéry, l'épouse de l'aviateur Antoine de Saint-Exupéry ; lorsque Consuelo part en 1942 pour rejoindre son mari aux États-Unis, elle fait serment à ses amis de raconter l'histoire du groupe d'Oppède, promesse tenue dans un livre intitulé Oppède édité en 1947.

#### De nos jours
Le vieil Oppède reste abandonné, mais l'on tente de lui donner une nouvelle vie. L'ancienne collégiale Notre Dame Dalidon est en restauration depuis la fin du XXe siècle, et un festival a eu lieu pendant 25 ans pour pouvoir financer les travaux, présidé par Michel Leeb, mécène du village. Le festival s’est arrêté en 2019.
La forteresse d'Oppède-le-Vieux est soumise à un bail emphytéotique de 100 ans au bénéficiaire actuel, Jean Jacques Lohier, qui œuvre chaque jour pour sa reconstruction. Il a pour projet de la ré-ouvrir au public depuis 2014, et a pu en 2020 accueillir des visiteurs au sein de la forteresse. Il est toujours en recherche de mécènes, subventions, dons ou aide bénévole à la reconstruction et sauvegarde de la forteresse.

## Politique et administration

### Liste des maires
| Période                                  | Période         | Identité            | Étiquette          | Qualité                     |
| ---------------------------------------- | --------------- | ------------------- | ------------------ | --------------------------- |
| 1919                                     |                 | Eugène Roumagoux    | Radical Socialiste | Médecin, conseiller général |
| avant 1988                               | 1995            | Michel Mathieu      |                    |                             |
| juin 1995                                | 3 décembre 2014 | Albert Calvo        |                    |                             |
| 13 décembre 2014                         | 2020            | Alain Deille        |                    |                             |
| 2020                                     | En cours        | Jean-Pierre Gérault | DVD                | Chef d'entreprise retraité  |
| Les données manquantes sont à compléter. |                 |                     |                    |                             |

### Fiscalité locale
| Taxe                                                | part communale | Part intercommunale | Part départementale | Part régionale |
| --------------------------------------------------- | -------------- | ------------------- | ------------------- | -------------- |
| Taxe d'habitation (TH)                              | 10,95 %        | 0,00 %              | 7,55 %              | 0,00 %         |
| Taxe foncière sur les propriétés bâties (TFPB)      | 15,65 %        | 0,00 %              | 10,20 %             | 2,36 %         |
| Taxe foncière sur les propriétés non bâties (TFPNB) | 46,30 %        | 0,00 %              | 28,96 %             | 8,85 %         |
| Taxe professionnelle (TP)                           | 00,00 %        | 22,52 %             | 13,00 %             | 3,84 %         |

La part régionale de la taxe d'habitation n'est pas applicable.

### Budget et fiscalité 2017
En 2017, le budget de la commune était constitué ainsi :
- total des produits de fonctionnement : 2 058 000 €, soit 942 € par habitant ;
- total des charges de fonctionnement : 1 960 000 €, soit 897 € par habitant ;
- total des ressources d'investissement : 553 000 €, soit 253 € par habitant ;
- total des emplois d'investissement : 686 000 €, soit 314 € par habitant ;
- endettement : 153 000 €, soit 701 € par habitant.

Avec les taux de fiscalité suivants :
- taxe d'habitation : 12,57 % ;
- taxe foncière sur les propriétés bâties : 17,94 % ;
- taxe foncière sur les propriétés non bâties : 72,30 % ;
- taxe additionnelle à la taxe foncière sur les propriétés non bâties : 0,00 % ;
- cotisation foncière des entreprises : 0,00 %.

Chiffres clés Revenus et pauvreté des ménages en 2015 : médiane en 2015 du revenu disponible, par unité de consommation : 20 611 €.

## Population et société

### Démographie
L'évolution du nombre d'habitants est connue à travers les recensements de la population effectués dans la commune depuis 1793. Pour les communes de moins de 10 000 habitants, une enquête de recensement portant sur toute la population est réalisée tous les cinq ans, les populations de référence des années intermédiaires étant quant à elles estimées par interpolation ou extrapolation. Pour la commune, le premier recensement exhaustif entrant dans le cadre du nouveau dispositif a été réalisé en 2008.

En 2022, la commune comptait 1 285 habitants, en évolution de −5,58 % par rapport à 2016 (Vaucluse : +1,73 %, France hors Mayotte : +2,11 %).
| 1793  | 1800  | 1806  | 1821  | 1831  | 1836  | 1841  | 1846  | 1851  |
| ----- | ----- | ----- | ----- | ----- | ----- | ----- | ----- | ----- |
| 1 469 | 1 399 | 1 390 | 1 438 | 1 442 | 1 470 | 1 483 | 1 486 | 1 497 |

| 1856  | 1861  | 1866  | 1872  | 1876  | 1881  | 1886  | 1891  | 1896  |
| ----- | ----- | ----- | ----- | ----- | ----- | ----- | ----- | ----- |
| 1 507 | 1 489 | 1 429 | 1 366 | 1 309 | 1 180 | 1 157 | 1 070 | 1 019 |

| 1901  | 1906  | 1911  | 1921 | 1926 | 1931 | 1936 | 1946 | 1954 |
| ----- | ----- | ----- | ---- | ---- | ---- | ---- | ---- | ---- |
| 1 027 | 1 076 | 1 036 | 895  | 873  | 875  | 857  | 782  | 840  |

| 1962 | 1968 | 1975 | 1982  | 1990  | 1999  | 2006  | 2008  | 2013  |
| ---- | ---- | ---- | ----- | ----- | ----- | ----- | ----- | ----- |
| 867  | 902  | 907  | 1 015 | 1 127 | 1 226 | 1 311 | 1 336 | 1 329 |

| 2018  | 2022  | - | - | - | - | - | - | - |
| ----- | ----- | - | - | - | - | - | - | - |
| 1 304 | 1 285 | - | - | - | - | - | - | - |

### Intercommunalité
Commune membre de la Communauté d'agglomération Luberon Monts de Vaucluse.

## Urbanisme

### Typologie
Au 1er janvier 2024, Oppède est catégorisée commune rurale à habitat dispersé, selon la nouvelle grille communale de densité à sept niveaux définie par l'Insee en 2022.
Elle appartient à l'unité urbaine d'Avignon, une agglomération inter-régionale regroupant 59  communes, dont elle est une commune de la banlieue,,. La commune est en outre hors attraction des villes,.

### Occupation des sols
L'occupation des sols de la commune, telle qu'elle ressort de la base de données européenne d’occupation biophysique des sols Corine Land Cover (CLC), est marquée par l'importance des territoires agricoles (50,1 % en 2018), une proportion sensiblement équivalente à celle de 1990 (49,7 %). La répartition détaillée en 2018 est la suivante : 
cultures permanentes (36,4 %), forêts (30,1 %), milieux à végétation arbustive et/ou herbacée (18,3 %), zones agricoles hétérogènes (13,6 %), mines, décharges et chantiers (1,4 %), zones urbanisées (0,2 %). L'évolution de l’occupation des sols de la commune et de ses infrastructures peut être observée sur les différentes représentations cartographiques du territoire : la carte de Cassini (XVIIIe siècle), la carte d'état-major (1820-1866) et les cartes ou photos aériennes de l'IGN pour la période actuelle (1950 à aujourd'hui).

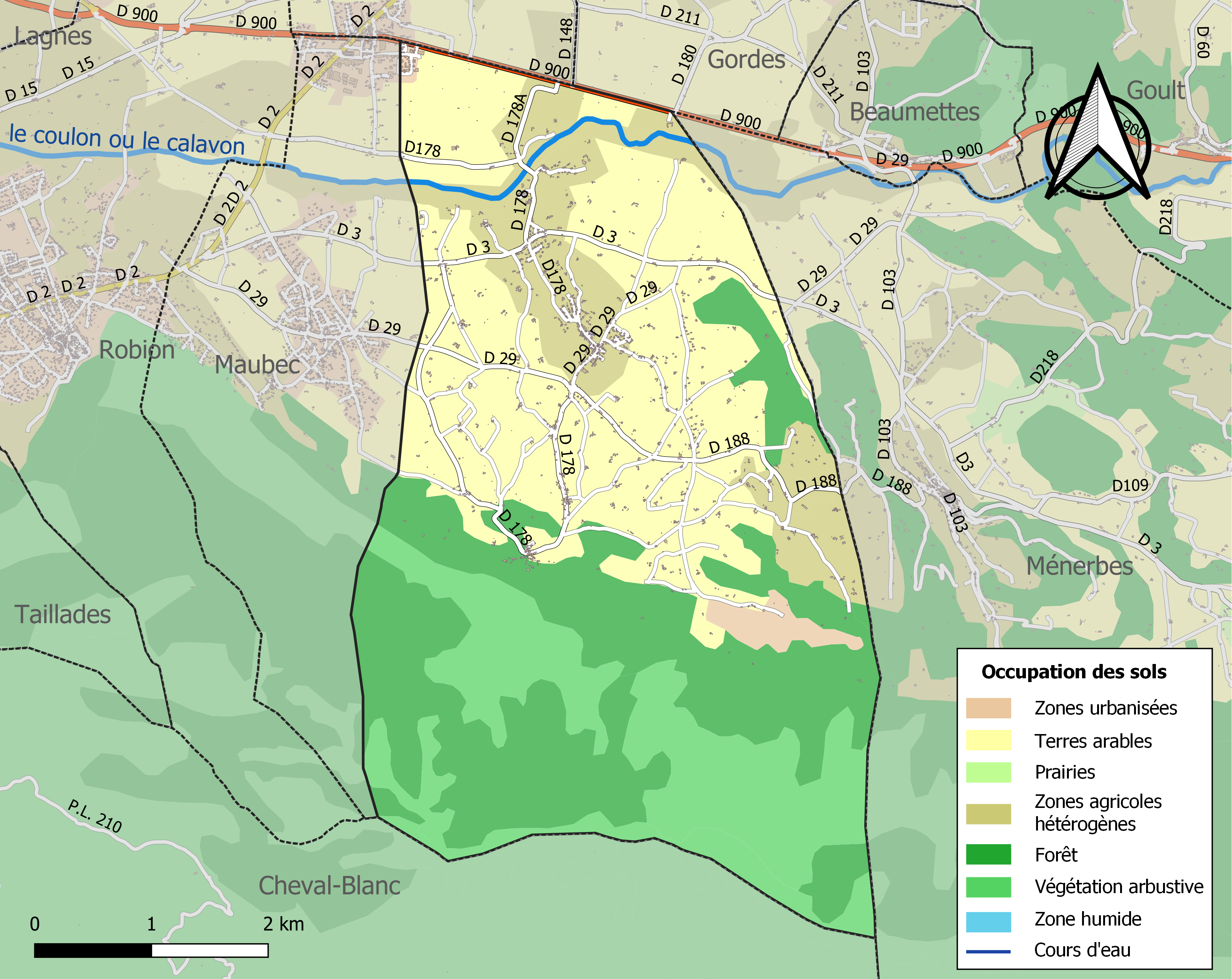
Carte des infrastructures et de l'occupation des sols de la commune en 2018 (CLC).

### Enseignement
Établissements d'enseignements :
- école élémentaire Félix Autard aux Poulivets ;
- collège à Cabrières-d’Avignon[38] ;
- lycées à Cavaillon, L'Isle-sur-la-Sorgue, Apt.

### Santé
Professionnels et établissements de santé :
- médecins à Maubec, Robion, Goult ;
- les hôpitaux les plus proches sont à Apt et Cavaillon ;
- les pharmacies les plus proches à Coustellet et Robion.

### Cultes
- Culte catholique, Paroisses du secteur de Gordes, Diocèse d'Avignon.

### Sports
- Oppède-Maubec Luberon Football Club[40] ;
- pratique de l'escalade ;
- randonnées pédestres (sentier de grande randonnée GR6) et cyclistes ;
- trail des vieilles Pierres, premier dimanche d'avril, 21 km pour 1 360 m de dénivelé ;
- la Luberonde, course pédestre hors stade de 19 km, le dernier dimanche d'avril ;
- finale de la coupe Roumagoux (football) le jeudi de l'Ascension.

## Économie
Petit artisanat.

### Exploitation des richesses du sol
Carrières de pierre de taille des Estaillades.
La pierre de ces carrières, du calcaire coquillier de très bonne qualité, est utilisée en particulier par les cheministes, fabricants de cheminées. C'est de là que vient la pierre du palais de papes, à Avignon. De plus, le dôme de la Maison-Blanche a été confectionné exclusivement avec de la pierre oppédoise.

### Agriculture

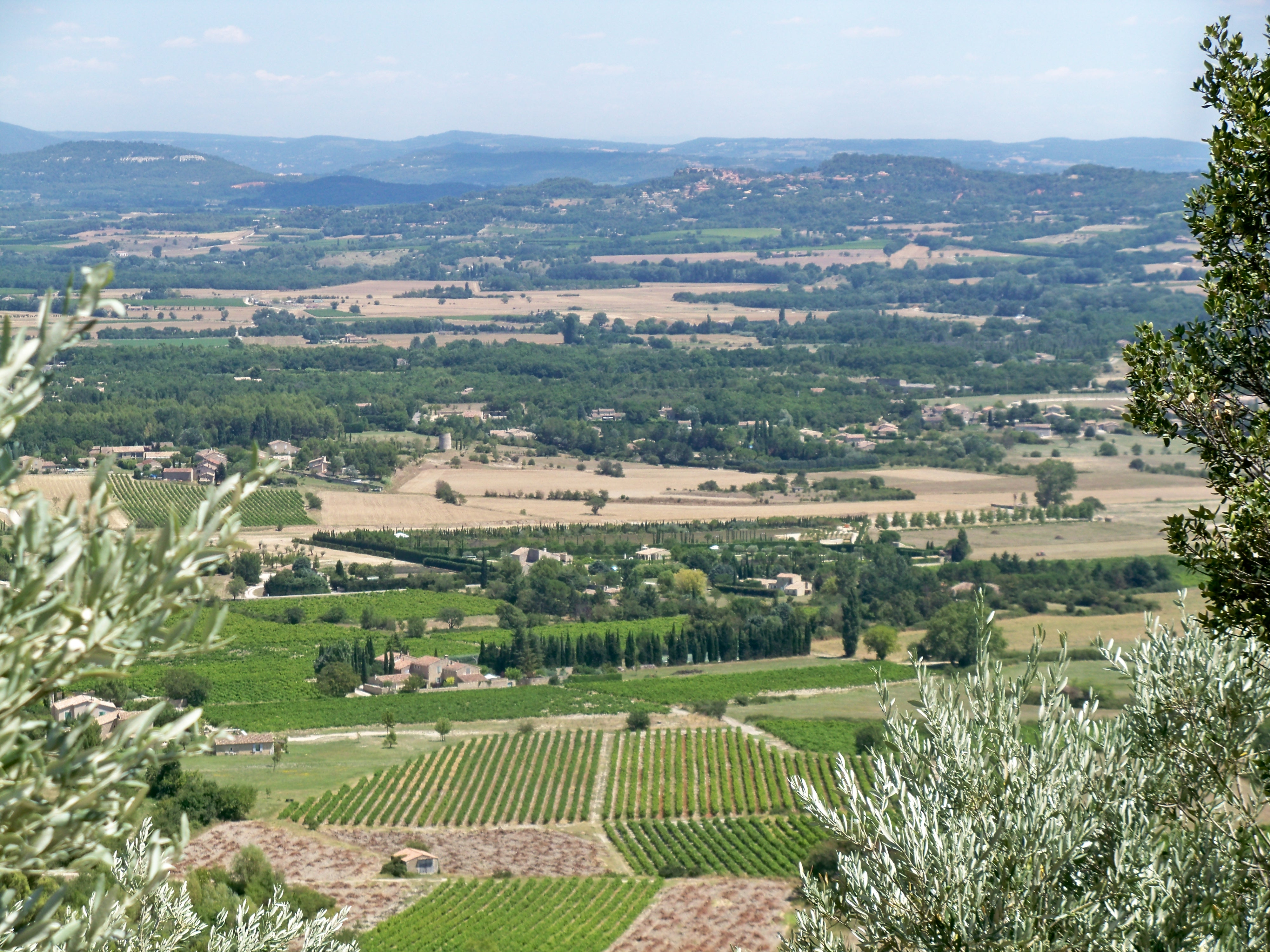
Plaine du Calavon, depuis Oppède-le-Vieux.

La commune produit des vins AOC côtes-du-luberon. Les vins qui ne sont pas en appellation d'origine contrôlée peuvent revendiquer, après agrément, le label vin de pays d'Aigues.
- Fruits, primeurs ;
- fruits et légumes biologiques ;
- moulins à huile d'olive.

### Tourisme
Comme l'ensemble des communes du Luberon, le tourisme joue un rôle, directement ou indirectement, dans l'économie locale.
On peut considérer trois principales sortes de tourisme en Luberon. Tout d'abord, le tourisme historique et culturel qui s'appuie sur un patrimoine riche des villages perchés ou sur des festivals. Ensuite, le tourisme détente qui se traduit par un important développement des chambres d'hôtes, de l'hôtellerie et de la location saisonnière, par une concentration importante de piscines et par des animations comme des marchés provençaux. Enfin, le tourisme vert qui profite des nombreux chemins de randonnées et du cadre protégé qu'offrent le Luberon et ses environs.

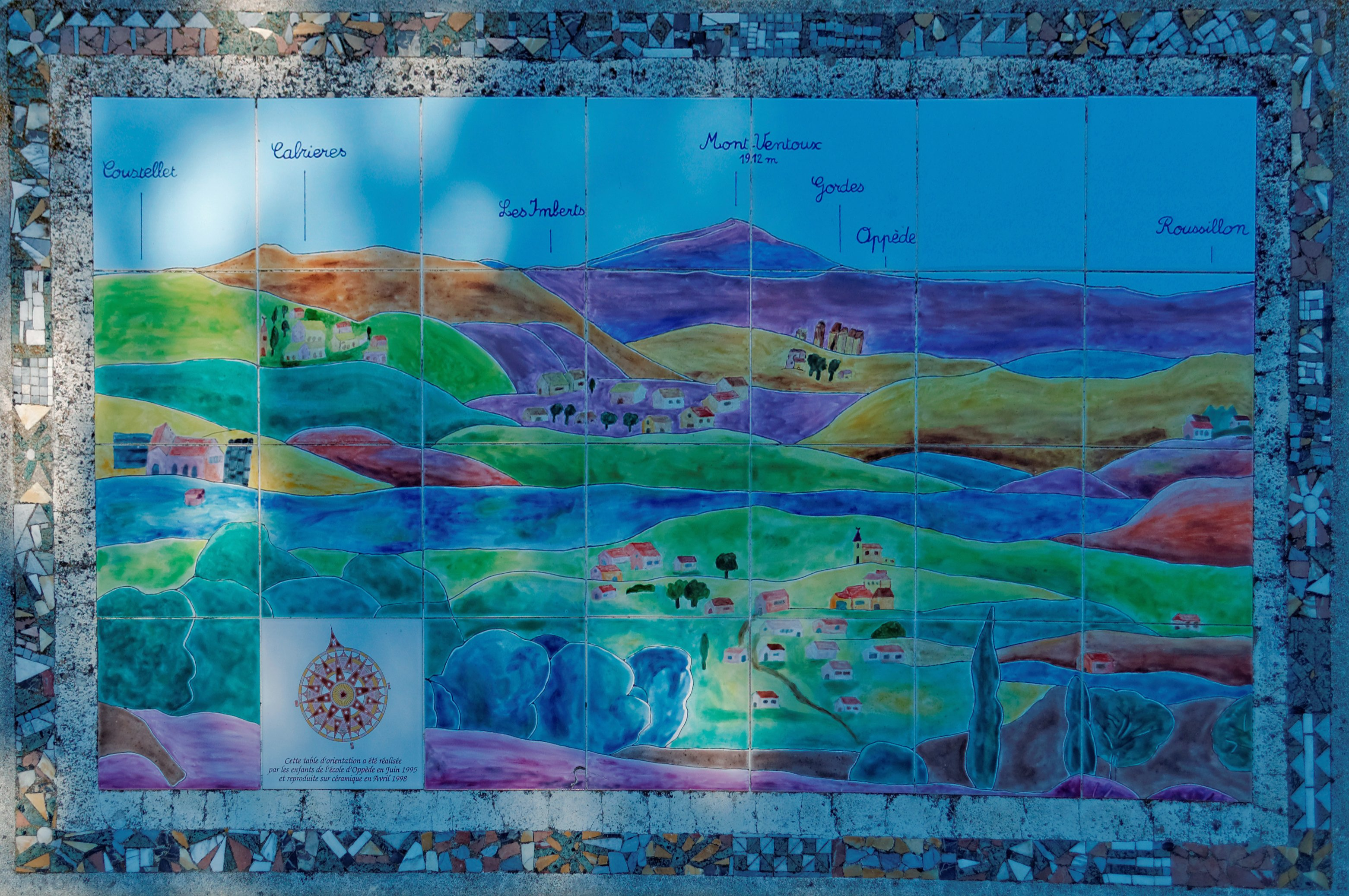
Table d'orientation d'Oppède le Vieux

### Commerce
Le village est animé toute l'année par plusieurs commerces : la boulangerie, la sandwicherie, l'épicerie, le café, le salon de coiffure et l'Institut de beauté et de bien-être.
Le Café des Poulivets, qui porte le label Bistrot de pays, adhère à une charte dont le but est de « contribuer à la conservation et à l’animation du tissu économique et social en milieu rural par le maintien d’un lieu de vie du village ».

## Culture locale et patrimoine

### Lieux et monuments
Oppède est une commune qui comporte plusieurs monuments à découvrir :

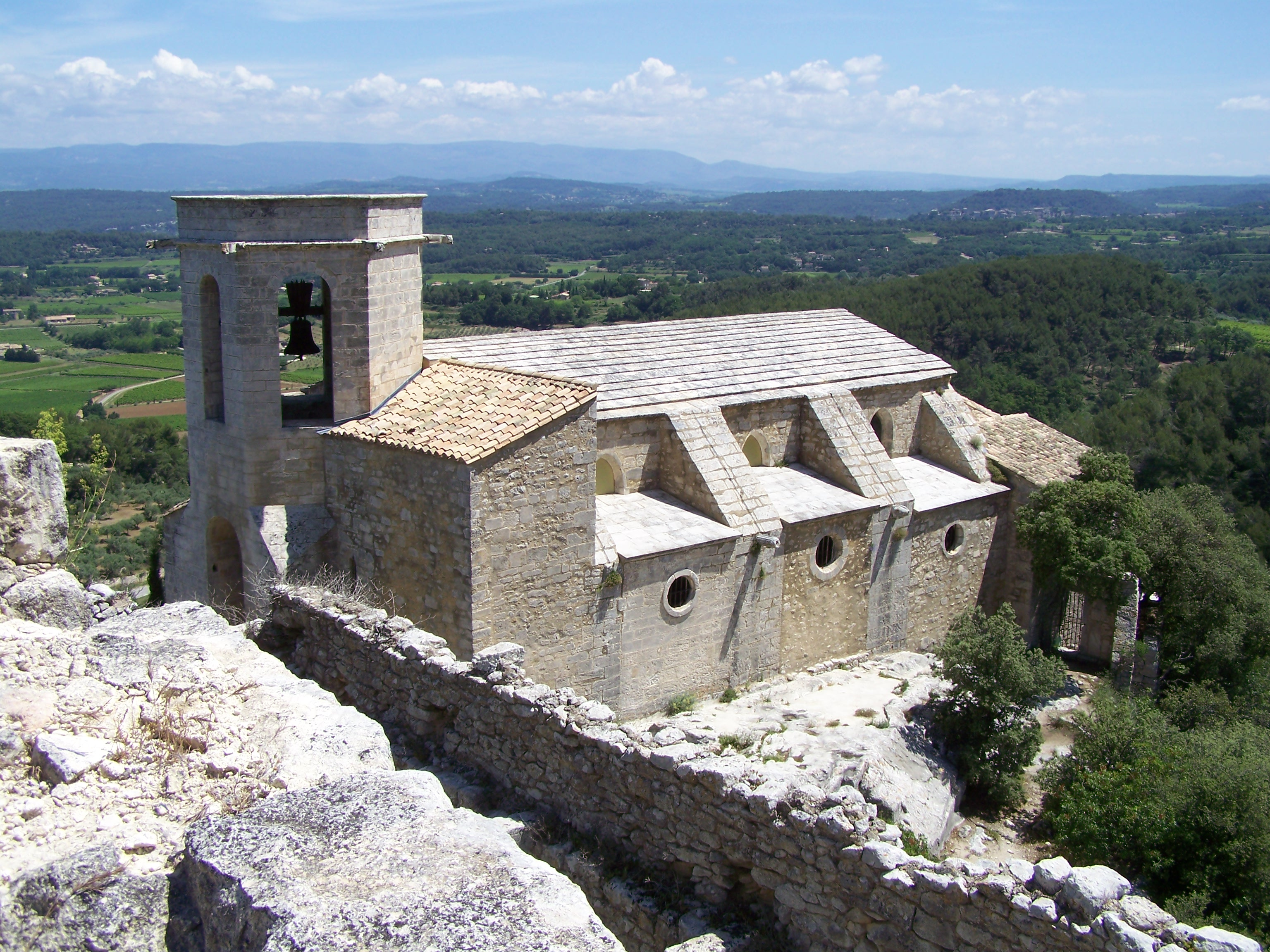
Notre-Dame-d'Alidon.

- l'église Notre-Dame-Dalidon (ou Notre-Dame-d'Alydon ou Notre-Dame-de-Dolidon)[45], située tout en haut du vieil Oppède, un des rares bâtiments de ce secteur qui ne soit pas en ruine. D'allure romane, elle a été remaniée à partir de 1500, puis en 1592 avec des adjonctions gothiques, puis encore en 1815 et 1869. C'est une belle collégiale du XVIe siècle, dont la restauration est en cours (collecte de dons parrainée par Michel Leeb), dominant un grand panorama ;
- Église du Sacré-Cœur d'Oppède-lès-Poulivets.

la chapelle du Rosaire de la collégiale Notre-Dame Dalidon ;
- la croix romane située devant l'église[47] ;
- les ruines (tour et murs) d'un château médiéval[48] et vestiges d'anciennes échoppes. Jolies maisons datant des XVe et XVIe siècles et quatre lavoirs récemment restaurés. On peut également y voir un carré magique dit carré Sator, gravé sur une des pierres de la fortification ;
- la maison Gabrielli[49]. Assemblage et remembrement de diverses maisons médiévales, elle fut acquise et remaniée à la fin du XVIe siècle par Barthélemy de Gabrielli de Gubbio, comte de Baccaresca (1566-1633), qui servit comme capitaine-général du Comtat Venaissin ;
- la chapelle des Pénitents blancs dans le vieux village, en montant vers l'église ;
- la chapelle Saint-Antonin dans la plaine, vers l'ancienne voie ferrée ;
- les fortifications : on peut voir les restes des fortifications en se promenant dans le vieux village. On y voit en particulier une tour au bord d'un précipice, dans l'angle sud-ouest. L'escalier intérieur a disparu, on peut encore avec un peu d'escalade aller dans un couloir menant aux toilettes. Le sommet de la tour est relié au reste du château par une arcade vertigineuse. Selon la légende, c'est par là que l'antipape Benoît XIII se serait envolé, soutenu par le diable.
Il ne reste presque plus rien du château lui-même, quelques salles voûtées ont été dégagées ces dernières années ;
- le puits du XVIIIe siècle[50] ;
- le moulin Saint-Augustin ;
- les anciennes terrasses Sainte-Cécile, jardin paysager : ensemble de 15 terrasses où poussent plus de 80 espèces rustiques, plantes herbacées, arbustes et arbres du Luberon ;
- le lavoir oublié du Valadas[51] ;
- le monument aux morts[52],[53],[54].

### Recherches historiques et archéologiques

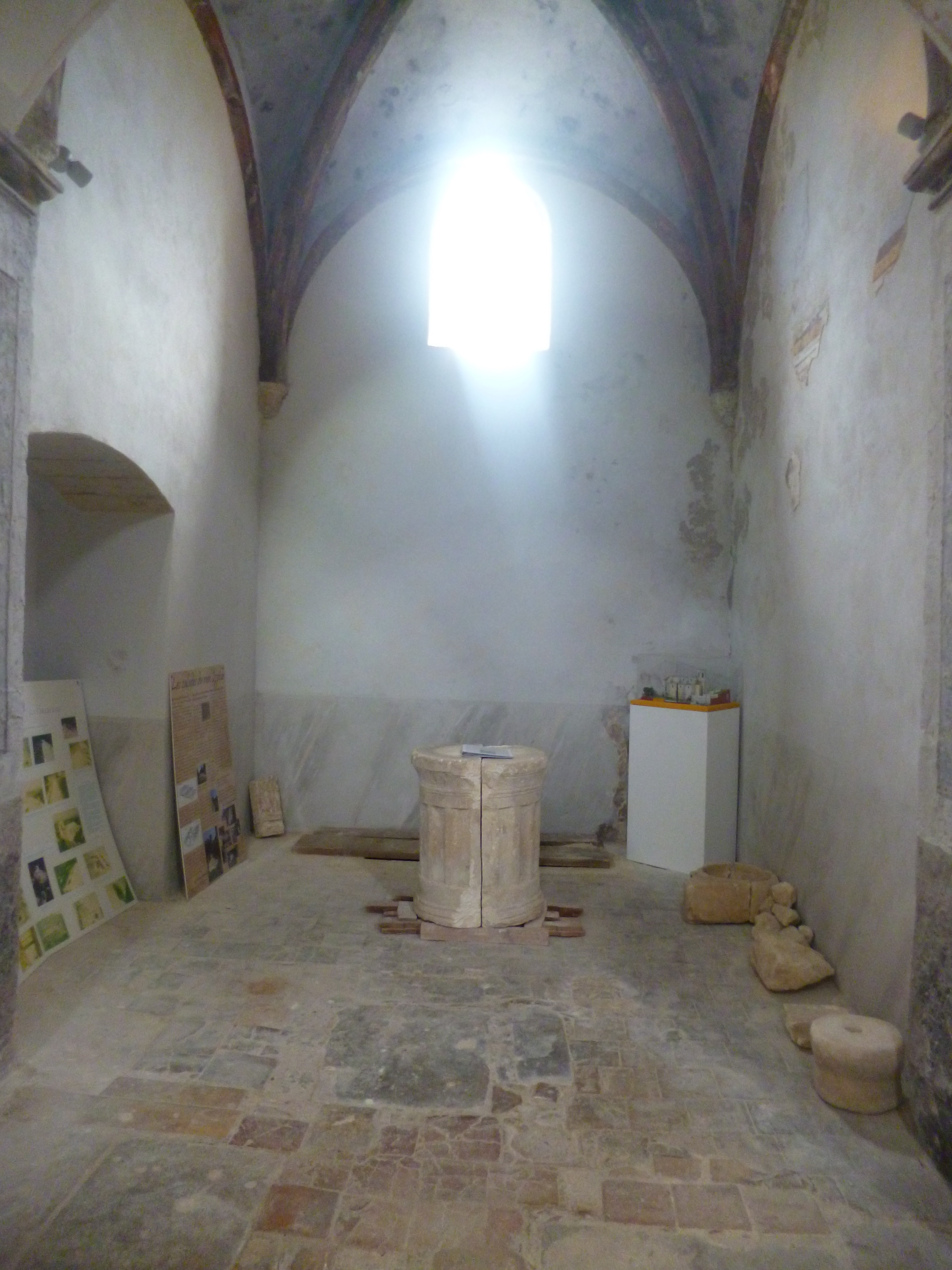
La colonne romaine exposée dans l'une des chapelles nord.

À l'occasion de la restauration un de l'ancienne collégiale Notre-Dame Dalidon, de nombreuses fouilles archéologiques ont eu lieu pour connaître un peu plus le passé des lieux-dits.
Une campagne de fouilles a eu lieu en 2003 du côté sud de l'édifice pour aboutir à la découverte d'un silo creusé dans le rocher dans lequel se trouvaient des récipients du haut Moyen Âge et aussi de la période antique.
Par ailleurs, en 2014 des fouilles ont été entreprises dans une des chapelles nord de l'édifice, soit au niveau des fondations pour aboutir à la découverte d'une colonne romaine coupé en deux blocs et lequel on peut lire des inscriptions lapidaires datant du XIe siècle environ.
Ces inscriptions sont les suivantes : « LAPIDE IN / ERECXIO IACOB / T[IT]ULUM INFUNDEN O[LEU]M / DESUPER / DURANDUS MISER[ABILIS] PECCATOR. S. IOH[ANN]ES BAPTISTA. » Proposition de traduction de cette inscription en latin : « Cette pierre a (été) érigée selon le rituel de Jacob et ointe avec (l')huile sainte. Durandus misérable pécheur ». La dédicace de cette inscription : Sanctus Johannes Baptista = saint Jean Baptiste.
Depuis 2014, le château d'Oppède qui appartenait encore à la famille des Forbin a été vendu à Jean-Jacques Lohier qui entreprend une restauration sur fond de mécénat participatif. Le but étant d'ouvrir le château aux visiteurs dans de bonnes conditions de sécurité. La restauration a commencé en 2016 sur la barbacane et sur les murs (entrée du château). Un hélicoptère a d'ailleurs fait des rotations pour transporter le matériel de la plaine vers le sommet afin de tout avoir sur place.

### Vie locale
- fête patronale : week-end de la Saint-Laurent en août (cinq jours) ;
- concert au coucher du soleil, fin août

### Personnalités liées à la commune
- Jean Maynier (1495-1558), baron d'Oppède, orchestra en 1545 le massacre des protestants vaudois faisant 3 000 morts.
- Donatien Alphonse François de Sade (1740-1814), marquis de Sade, y séjourna en 1778.
- Paulin Cheilan (1834-1907), poète provençal né à Oppède.
- Eugène Roumagoux (1877-1948), médecin, conseiller général du canton de Bonnieux ancien député, maire d'Oppède, décédé dans la commune.
- Consuelo Suncin Sandoval de Gómez (1901-1979), peintre et sculptrice d'origine salvadorienne, épouse d'Antoine de Saint-Exupéry.
- André Jordan (1908-1982), artiste peintre, lithographe et sculpteur, a vécu à Oppède.
- Jean-Paul Clébert (1926-2011), écrivain, qui y a résidé durant plus de quarante ans, de 1968 à 2011[55].
- Franz Priking (1929-1979), artiste peintre, a vécu jusqu'à sa mort à Oppède.
- Michel Loeb (1931), peintre originaire de la région parisienne, installé à Oppède depuis 1989.
- Ridley Scott (1937), réalisateur d'Alien et Blade Runner, d'A Good Year (2005) d'après le roman de Peter Mayle Un bon cru, tourné en partie au château de la Canorgue à Bonnieux, avec Russell Crowe, Marion Cotillard, Didier Bourdon et Gilles Gaston-Dreyfus.
- Patrice Laffont (1939-2024), animateur (Des Chiffres et des Lettres, Pyramide, …) et producteur de télévision, comédien et écrivain français, y possédait une propriété dans laquelle il est mort[56].
- Michel Leeb (1947), parrain de l'association et marié à la collégiale de Notre-Dame-d'Alidon : « J'en suis tombé amoureux comme on tombe amoureux d'une femme ».

### Héraldique
| Blason | Blasonnement : D'azur aux deux chevrons d'argent, rompus, le premier à dextre et le second à senestre, accompagnés en chef des lettres O et P capitales d'or. |

### Cinématographie
Plusieurs films ont été tournés à Oppède-le-Vieux, notamment :
- 1995 : Gazon maudit de Josiane Balasko[58] ;
- 2002 : Swimming pool de François Ozon ;
- 2007 : Les Vacances de Mr. Bean de Steve Bendelack.